# Selaginella decomposita
Selaginella decomposita är en mosslummerväxtart som beskrevs av Antoine Frédéric Spring. Selaginella decomposita ingår i släktet mosslumrar, och familjen mosslummerväxter. Inga underarter finns listade i Catalogue of Life.